# Palais du ministère de l'Instruction publique
Le Palais du ministère de l'Instruction publique ou de l'Éducation est un bâtiment de Rome, qui abrite les bureaux du ministère de l'Éducation, de l'Université et de la Recherche. Il est situé dans le quartier du Trastevere.

## Histoire
Les premiers projets de l'édifice remontent à 1912, et ont été réalisés entre cette date et 1925.

## Description

### Extérieur
La façade principale, située Viale Trastevere, présente deux avancées de chaque côté à partir du corps central. Au centre se trouve l'escalier.

### Intérieur

#### Les chambres du ministre
Cette partie du Palais a été décorée par Paolo Paschetto.
Dans l'Antichambre du ministre il y a 6 lunettes, représentant des allégories de la Littérature, de la Sagesse, de la Science, de l'Histoire, de Génie et de l'Art.

#### Le salon des ministres
Cette chambre a été décorée par Antonino Calcagnadoro. Au centre du plafond est figuré le Triomphe de l'Éducation, tandis que sur les côtés, est représentée la Victoire du royaume d'Italie pendant la Première guerre mondiale. Une grande frise, représentant l'évolution de l'Éducation à travers les âges, domine le haut des murs. La pièce tire son nom des 12 portraits des ministres de 1859 à 1922.

### La bibliothèque du ministère
La bibliothèque du ministère a été créée en 1859. En 1929, elle comptait déjà 30 000 volumes, dont une rare édition de 1625 des Histoires de Tite-live.